# 도요우미정
도요우미정(豊海町)은 일본 지바현 야마베군·산부군에 있던 정이다.

## 역사
- 1889년 4월 1일 - 정촌제 시행에 의해 야마베군 도요우미촌이 성립하였다.
- 1897년 4월 1일 - 야마베군이 군 통합에 의해 산부군이 되었다.
- 1940년 2월 11일 - 정으로 승격해 도요우미정이 되었다.
- 1955년 3월 31일 - 가타카이정, 나루하마촌의 일부와 합병해 구주쿠리정이 되었다.